# Archidiecezja Caceres
Archidiecezja Caceres (łac.: Archidioecesis Cacerensis) – rzymskokatolicka archidiecezja ze stolicą w Naga na Filipinach, wchodząca w skład Metropolii Caceres. Siedziba biskupa znajduje się w Katedrze św. Jana Ewangelisty w Naga.

## Historia
Archidiecezja Caceres powstała 14 sierpnia 1595 jako diecezja Nueva Caceres. 29 czerwca 1951 diecezja ta została podniesiona do rangi archidiecezji Caceres.

## Biskupi
- ordynariusz: Rex Andrew Alarcon (od 2024)

## Podział administracyjny
W skład archidiecezji Caceres wchodzą 92 parafie.

## Główne świątynie
- Katedra: Katedra św. Jana Ewangelisty w Naga
- Bazylika mniejsza: Bazylika Matki Bożej z Peñafrancia w Naga